# Martin Max
Martin Max (* 7. August 1968 in Tarnowskie Góry, Polen) ist ein ehemaliger deutscher Fußballspieler. In seiner Karriere wurde er UEFA-Pokalsieger und zweimal Torschützenkönig in der Bundesliga.

## Biographie

### Kindheit und Jugend
Max wurde in Tarnowskie Góry geboren und begann mit dem Fußballspielen in der Jugendmannschaft von Rodło Górniki Bytom aus Bytom. Ende der 1970er Jahre zog er mit seiner oberschlesischen Familie als Aussiedler nach Deutschland und spielte für Blau Weiß Post Recklinghausen. Dort war Kurt Meyer sein erster Trainer. Ab 1985 spielte er für die Jugend- und später für die Verbandsligamannschaft des 1. FC Recklinghausen.

### Erste Jahre als Profi
Erste Profistation war Borussia Mönchengladbach, für die Max zwischen 1989 und 1995 aktiv war. Sein Debüt gab der Stürmer am 1. Spieltag der Saison 1989/90, dem 28. Juli 1989, gegen den 1. FC Kaiserslautern. Er stand dabei in der Startformation seiner Mannschaft und absolvierte die volle Spielzeit. Bis zum 4. Spieltag gehörte Max immer zur Anfangself. Erst im Laufe der Saison fand er sich öfter auf der Ersatzbank wieder. Insgesamt elf Partien bestritt Max in seinem ersten Profijahr, dabei wurde er zehnmal ein- bzw. ausgewechselt. Um den Platz neben Hans-Jörg Criens, der im Sturm gesetzt war, konkurrierte Max mit Ihor Bjelanow, Oliver Bierhoff und Christoph Budde.
Seinen Durchbruch schaffte Max im Folgejahr bei der Borussia. Am 6. Spieltag der Saison 1990/91 erzielte er seinen ersten Bundesligatreffer beim 1:1 gegen Eintracht Frankfurt. Mit 30 absolvierten Begegnungen hatte er so viele wie kein weiterer Stürmer der Borussen. Dabei erzielte er sieben Tore und war zweitbester Schütze seiner Mannschaft.
Größter Erfolg seiner Gladbacher Zeit war der Gewinn des DFB-Pokals 1995. Im Finalspiel sowie im Verlauf des Wettbewerbs und der Liga war Max aber nicht mehr erste Wahl. Während der ganzen Saison erzielte er keinen einzigen Treffer. Stattdessen machten ihm Spieler wie Heiko Herrlich, Martin Dahlin und Bachirou Salou den Platz streitig.

### FC Schalke 04
Im Sommer 1995 entschied sich Max deshalb zum Wechsel zum FC Schalke 04. Hier wurde er 1997 UEFA-Pokal-Sieger. In seinen ersten beiden Jahren bei Schalke spielte er zusammen mit Youri Mulder im Sturmzentrum und wurde jeweils bester Torschütze der Gelsenkirchener. Beim Gewinn des UEFA-Cups lief Max in beiden Endspielen gegen Inter Mailand auf. Nachdem er beim 1:0-Hinspielsieg erst zur 65. Minute eingewechselt worden war, stand er im Rückspiel am 21. Mai 1997 in der Startelf. Im Elfmeterschießen traf Max zum zwischenzeitlichen 3:1, ehe Marc Wilmots den entscheidenden Elfmeter verwandelte.

### Torschützenkönig in München und Karriereausklang in Rostock
Nachdem Max in den beiden Folgejahren nicht mehr so treffsicher gewesen war, wechselte er 1999 zum TSV 1860 München und wurde dort in den Jahren 2000 und 2002 Torschützenkönig. In der Saison 2002/03 verlor er seinen Stammplatz an Benjamin Lauth.
Im Sommer 2003 wechselte er zu Hansa Rostock und war in der Saison 2003/04 bester deutscher Torjäger mit 20 Toren in 33 Bundesligaspielen. Nach der Saison 2003/04 bat er um vorzeitige Auflösung seines noch bis 2005 laufenden Vertrags und beendete aus gesundheitlichen Gründen seine Karriere.
Max absolvierte zwischen 1989 und 2004 396 Bundesligaeinsätze und erzielte dabei 126 Tore.

### Nationalmannschaft
Als Torschützenkönig der Bundesliga wurde er von Medien für das Aufgebot der Nationalmannschaft Deutschlands zur Weltmeisterschaft 2002 gefordert. Max absolvierte am 17. April 2002 seinen Einstand für die DFB-Auswahl, als er bei der 0:1-Niederlage im Gottlieb-Daimler-Stadion in Stuttgart gegen Argentinien acht Minuten vor Schluss für Torsten Frings eingewechselt wurde. Er ist bis heute mit 33 Jahren, acht Monaten und zehn Tagen einer der ältesten Debütanten in der deutschen Fußballnationalmannschaft. Trotz dieses Einsatzes und auch nachdem er Torschützenkönig der Bundesliga geworden war, berücksichtigte der damalige Teamchef Rudi Völler ihn nicht für das Aufgebot und nominierte stattdessen den Münchner Stürmer Carsten Jancker, der in der gesamten Saison ohne Torerfolg geblieben war. Nachdem Max auch 2003/04 erfolgreichster deutscher Angreifer war, kam es erneut zu Diskussionen um den bald 36-Jährigen, ob er für die Europameisterschaft 2004 in Portugal nominiert werden solle. Da Völler ihn aber 2002 nicht berücksichtigt hatte, lehnte Max ein Comeback in der Nationalmannschaft ab.

## Erfolge als Spieler

### Verein
- DFB-Pokalsieger mit Borussia Mönchengladbach: 1995
- UEFA-Pokalsieger mit dem FC Schalke 04: 1997

### Individuell
- Torschützenkönig der 1. Bundesliga: 2000 (19 Tore), 2002 (18 Tore)

## Nach der aktiven Karriere
Heute engagiert sich Martin Max für den Jugendfußball in seinem Martin-Max-Camp. Zudem ist er hinter Olaf Thon stellvertretender Abteilungsleiter der Schalke-Traditionself.

### Trainerkarriere
Von November 2007 bis 2010 war Martin Max zusammen mit Daniel Hoffmann Trainer beim Bezirksligisten TSV Grafing.
Im Sommer 2010 machte er seine Trainer-A-Lizenz.

## Sonstiges
In Deutschland absolvierte Max eine Lehre als Schlosser auf einer Zeche. Er ist verheiratet, Vater eines Sohnes und lebt in Haltern am See. Max’ Ehefrau spielte auch Fußball und spielte in der Westfalen-Auswahl. Sein Sohn Philipp (* 1993) ist auch Fußballspieler.